# Sò điệp
Sò điệp (danh pháp hai phần: Mimachlamys nobilis) là loài động vật nhuyễn thể thuộc lớp hai mảnh vỏ, họ Pectinidae sống ở vùng nước mặn. Sò điệp còn có tên gọi là Điệp quạt hay sò quạt do ngoại hình bên ngoài của chúng gần giống cái quạt.

## Đặc điểm sinh học

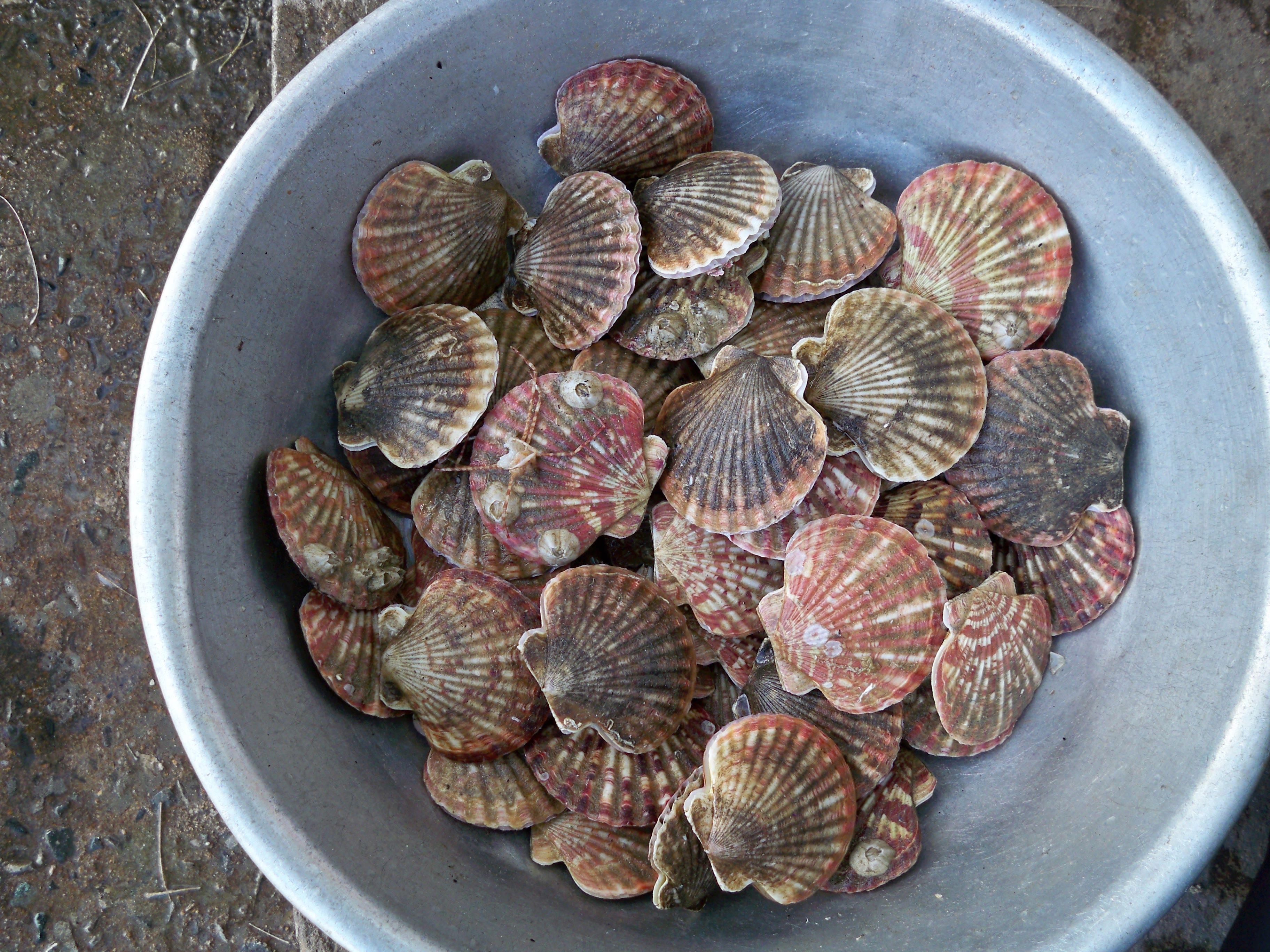
Sò điệp

Sò điệp sống ở biển có độ sâu khoảng 10 mét. Chúng sống ở dưới đáy biển hoặc trong các rạn đá. Chúng thường sống hợp lại thành những vùng, những vùng này thường có ở dòng hải lưu chậm.
Sò điệp có quan hệ họ hàng với sò lông, sò trai.. nhưng hình dạng thì có khác nhau. Vỏ có dạng hình rẻ quạt, bên trong gồm hai vành dài bao tròn quanh cồi sò (hay còn gọi là thịt sò). Cồi sò là phần ngon và quý nhất của sò điệp. Cồi sò có vị ngọt, tính mát, không độc.
Ở một số nơi, sò điệp nước mặn còn được gọi là sò điệp khổng lồ hoặc có tên là vua sò điệp. Loại sò này thường có mặt tại vùng biển phía Đông của Bắc Đại Tây Dương, từ vịnh St.Lawrence đến Bắc Maine. Sò điệp nước mặn có hai mảnh vỏ hình tròn, đường kính gần bằng nhau, dính cùng với một khớp nối thẳng, nhỏ và cơ khép. Nắp sò dưới màu trắng hoặc màu kem, nắp trên thường màu đỏ. Bên trong lớp vỏ là thịt (cơ kép).

## Thực phẩm
Sò điệp là một loại hải sản quen thuộc với phần cùi thịt trắng ngà thơm ngon mà không dai, thích hợp cho cả xào lẫn rang và là một trong những loại nguyên liệu thực phẩm để chế biến thành nhiều món ăn ngon và bổ dưỡng như: Sò điệp rang muối tiêu, sò điệp nướng mỡ hành, sò điệp hấp cuộn miến...
Món sò quạt là một món ăn đặc sản ở các vùng biển như: Phan Thiết, Phú Quốc. Sò quạt đúng như tên gọi của nó vỏ có hình quạt, trông rất đẹp. Thịt sò quạt trắng ngà và không dai. Sò quạt rất dễ chế biến thành nhiều món ăn ngon và bổ dưỡng như: Sò quạt nướng mỡ hành,sò quạt nướng phô mai, gỏi sò quạt